# Хрестоносці (фільм)
Хрестоносці (пол. Krzyżacy) — польський художній фільм 1960 року Олександра Форда за мотивами роману Генрика Сенкевича «Хрестоносці». Тривалість 166 хв.
Виробництво P. P. Film Polski.
Вважається одним з найкращих фільмів за всю історію польського кінематографу.

## В ролях
- Анджей Шалявський — Юранд зі Спихова
- Гражина Станішевська — Дануся
- Urszula Modrzyńska — Ягенка
- Mieczysław Kalenik — Збишко з Богданця
- Aleksander Fogiel — Мацько з Богданця
- Леон Нємчик — Фульк де Лорш
- Henryk Borowski — Зігфрід де Льове
- Mieczysław Voit — Куно фон Ліхтенштейн
- Tadeusz Białoszczyński — Януш I Мазовецький
- Stanisław Jasiukiewicz — Ульріх фон Юнгінген
- Еміль Каревич — Владислав Ягайло
- Józef Kostecki — Вітовт
- Janusz Strachocki — Конрад фон Юнгінген
- Люцина Вінницька — Анна Данута
- Cezary Julski — Завіша Чорний
- Tadeusz Schmidt — Ян Жижка
- Ryszard Ronczewski — Генріх фон Плауен, комтур Шветца
- Єжи Піхельський — Миколай Повала з Тачева